# Сабанчеєвське сільське поселення
Сабанче́євське сільське поселення (рос. Сабанчеевское сельское поселение) — муніципальне утворення у складі Атяшевського району Мордовії, Росія. Адміністративний центр — село Сабанчеєво.

## Історія
Станом на 2002 рік існували Дюркинська сільська рада (села Дюрки, Манадиші, Паранеї), Сабанчеєвська сільська рада (село Сабанчеєво, присілок Мордовські Дубровки, селища Смирновка, Ульяновка) та Тарасовська сільська рада (село Тарасово).
24 квітня 2019 року було ліквідовано Дюркинське сільське поселення та Тарасовське сільське поселення, їхні території увійшли до складу Сабанчеєвське сільського поселення.

## Населення
Населення — 1559 осіб (2019, 2125 у 2010, 2603 у 2002).

## Склад
До складу поселення входять такі населені пункти:
| Населений пункт               | Населення, осіб (2002) | Населення, осіб (2010) |
| ----------------------------- | ---------------------- | ---------------------- |
| Дюрки, село                   | 646                    | 539                    |
| Манадиші, село                | 173                    | 147                    |
| Мордовські Дубровки, присілок | 505                    | 396                    |
| Паранеї, село                 | 54                     | 35                     |
| Сабанчеєво, село              | 575                    | 465                    |
| Смирновка, селище             | 12                     | 0                      |
| Тарасово, село                | 631                    | 543                    |
| Ульяновка, селище             | 7                      | 0                      |